# Семь озёр (Чили)
Семь озёр (исп. Siete Lagos) — система из семи озёр на юге Чили, соединённых реками, по которым вода течёт из озера Ла́кар в озеро Риньиуэ, а оттуда по рекам Сан-Педро и Кальекалье в реку Вальдивия и в конце концов в залив Корраль. К этим семи озёрам относятся:
- Пангипульи (Panguipulli)
- Калафкен (Calafquén)
- Риньиуэ (Riñihue)
- Пириуэйко (Pirihueico)
- Нельтуме (Neltume)
- Пельяйфа (Pellaifa)
- Пульинке (Pullinque)

Озёра Лакар и Нонтуэ хотя и относятся к тому же бассейну, не включаются в «Семь озёр», так как находятся на территории Аргентины.
Практически все озёра находятся на территории коммуны Пангипульи. Район окружён вулканами Вильяррика, Кетрупильян, Мочо-Чосуэнко и Ланин. Благодаря геотермальной активности в районе действуют несколько горячих источников, в том числе Ликинье.
В районе развит туризм.